# The Exploited
The Exploited er et punk-band fra Skotland. Stiftet i Edinburgh i 1979 af Wattie Buchan.

## Medlemmer
- Wattie Buchan – forsanger
- Wullie Buchan – trommeslager
- Mikie – bassist
- Gav – guitarist